# سیارک ۱۷۳۰۸۶
سیارک ۱۷۳۰۸۶ (به انگلیسی: 173086 Nireus، نامگذاری:2007RS8) صد و هفتاد و سه هزار و هشتاد و ششمین سیارک کشف شده‌است که در ۸ سپتامبر ۲۰۰۷ کشف شد.